# Lliga Comunista Proletària
La Lliga Comunista Proletària (en anglès: Proletarian Communist League, en nepalès: सर्वहारा श्रमिक लीग) fou un partit polític de Nepal.
Es va formar vers el 1980 derivat del grup d'Ati Gopyatabadi, escindit del Partit Comunista del Nepal. El 1983 es va unir a un altre grup d'individuals i va adoptar el nom d'Organització de Treballadors Proletaris.